# نادي داك 1904 دونيسكا ستريدا
نادي داك 1904 دونيسكا ستريدا هو نادي كرة قدم سلوفاكي من مدينة دونيسكا ستريدا يلعب حالياً في دوري السوبر السلوفاكي،تأسس النادي في 1904.